# 性選擇
性選擇（英語：Sexual selection），或稱性擇等，是自然選擇的一種模式，其中一種生物性別的成員選擇另一種性別的配偶進行交配（性別間選擇），並與同性成員競爭接近異性成員（性別內選擇）。這兩種形式的選擇意味著種群中的某些個體比其他個體具有更高的繁殖成功率，例如因其更具吸引力或更偏好具有特定特徵的伴侶以生育後代。成功的雄性受益於頻繁的交配，以及壟斷對一隻或多隻有生育能力的雌性的接觸。雌性可以透過選擇「最佳」的雄性並與其交配，來最大化耗費於繁殖之能量之回報。
這個概念首先由查爾斯·達爾文提出，他提到自然選擇之外的“第二機制”，其中配偶候選者之間的競爭可能導致物種形成。20世紀初，羅納德·費希爾（Ronald Fisher）為該理論提供數學基礎。性選擇會導致雄性付出極大的努力以證明自己適合被雌性選擇，從而在第二性徵中產生性別二態性，例如極樂鳥和孔雀的華麗羽毛，或鹿的鹿角。在不同物種間，這些規則可能顛倒。這是由一種被稱為「費雪失控」（英語：Fisherian runaway）的正回饋機制所引起；在這種機制中，對一種性別的某種特徵的渴望之傳遞，與對另一種性別的這種特徵的渴望，在產生失控效應方面同樣重要。儘管性感兒子假說表明女性更喜歡男性後代，但費雪原理解釋了為什麼性別比例通常為 1:1。性選擇廣泛存在於動物界，也存在於植物和真菌中。

## 與天擇演化的關係
一個生物個體在演化上的成功程度，取決於這個個體的存活率、交配成功率、以及交配後產生的子代數量，三者相乘。演化對這三者的選擇分別稱為自然選擇（又稱存活選擇viability selection或生態選擇ecological selection）、性擇、及生殖選擇（fecundity selection）。生殖選擇有時被包含在廣義的性選擇，而性選擇有時又被包含在廣義的自然選擇。然而，性擇理論最初由提出演化論的達爾文在晚年提出，將性擇和自然選擇分開。

## 機制
性選擇的機制可以粗分為同性內選擇（intrasexual selection）和異性間選擇（intersexual selection）。許多特徵可能同時受到性別內選擇和和性別間選擇。

### 同性內選擇
雄性間彼此競爭，獲勝者得以交配。這造成有助於競爭的特徵得到演化優勢。這些特徵包括打鬥用的武器（如鹿角、象牙）和競爭展示的訊號（如體型大小、鳥羽的長度）。

### 異性間選擇
雄性要能夠交配，必須得到雌性的青睞，因此對雌性有吸引力的特徵會被演化偏好。例如極樂鳥的求偶舞、鬥魚的顏色、蝴蝶的斑紋。

### 雌性偏好的來源
當雌性偏好某些雄性時，這些雄性會有較多後代是非常直觀的。但為什麼雌性的偏好會演化出來就比較複雜。目前已知有許多不同機制，在不同的物種內的重要性各有不同，且並不互斥。
直接利益：雄性特徵可能直接對雌性產生利益，如對子代的照顧、求偶時提供的嫁妝（nuptial gift）、領域的面積和品質。
感官偏誤（Sensory bias）：認為雌性的偏好可能源自其他功能，但被雄性剝削利用。例如孔雀魚對橘色食物的偏好造成橘色的雄魚得到性擇優勢。
好基因假說（Good Genes Hypothesis）：認為雌性偏好的性徵可以代表雄性的基因素質，偏好特定的性徵可以讓後代有較好的基因。
性感兒子假說（Sexy Son Hypothesis）：源自費雪失控（Fisher's runaway），可能發生在任意與雄性素質無關的特徵上。當雌性偏好一個特徵時，其後代會同時遺傳父親的特徵以及母親的偏好，也就是說族群中具有此特徵的個體有較高的機率同時帶有此偏好的基因（參見連鎖不平衡），因此當雄性的特徵得到性擇優勢時，這個偏好的基因也會一併得到優勢而增加，增加的偏好又回過頭來選擇更多的偏好，於是偏好和特徵就會不斷經由正回饋增加，直到天擇的力量阻止這個特徵繼續加強。

### 訊號的誠實性
不論是性別內選擇的競爭展示還是好基因假說的性徵，如何避免素質不好的雄性偽造、誇大不實的性徵是一個重要的課題。訊號必須誠實反映出個體的素質，否則競爭展示無法代替打鬥，性徵也難以被雌性偏好。有些特徵直接和個體素質在基因上的連鎖而無法假造，如柄眼蠅的眼柄長度。有許多特徵能在生理層面直接反映個體素質，如有皮膚病的個體上無法長出鮮豔的羽毛。 另外還有些特徵必須付出一定的成本來維持，所以只有素質好的雄性有辦法維持巨大不便的性徵，此即累贅原則。

## 對生物的影響
性擇常造成兩性異形，即同種生物的不同性別個體存在顯著的差異。例如雄孔雀的羽毛、大象的獠牙、人類女性的乳房、雄獅的鬃毛。雌雄異花的植物常常是雄花較大，也可視為雄花之間競爭吸引傳粉動物的結果。
性擇產生的新性狀和個體差異，有時會產生全新的生態功能，並對天擇演化作出貢獻。例如恐龍演化成鳥類的過程中，可能是先經由性擇產生不具飛行功能的羽毛，然後才進一步由天擇演化產生滑翔和飛行的能力。